# 羅馬尼
49°58′58″N 34°24′4″E / 49.98278°N 34.40111°E
羅馬尼（乌克兰语：Романи）是烏克蘭中部的村莊，隸屬波爾塔瓦州的波爾塔瓦區。該村距離亞基涅-奧卡里0.5公里，面積1平方公里，海拔高度163米，2001年人口73。